# Wniebowzięcie

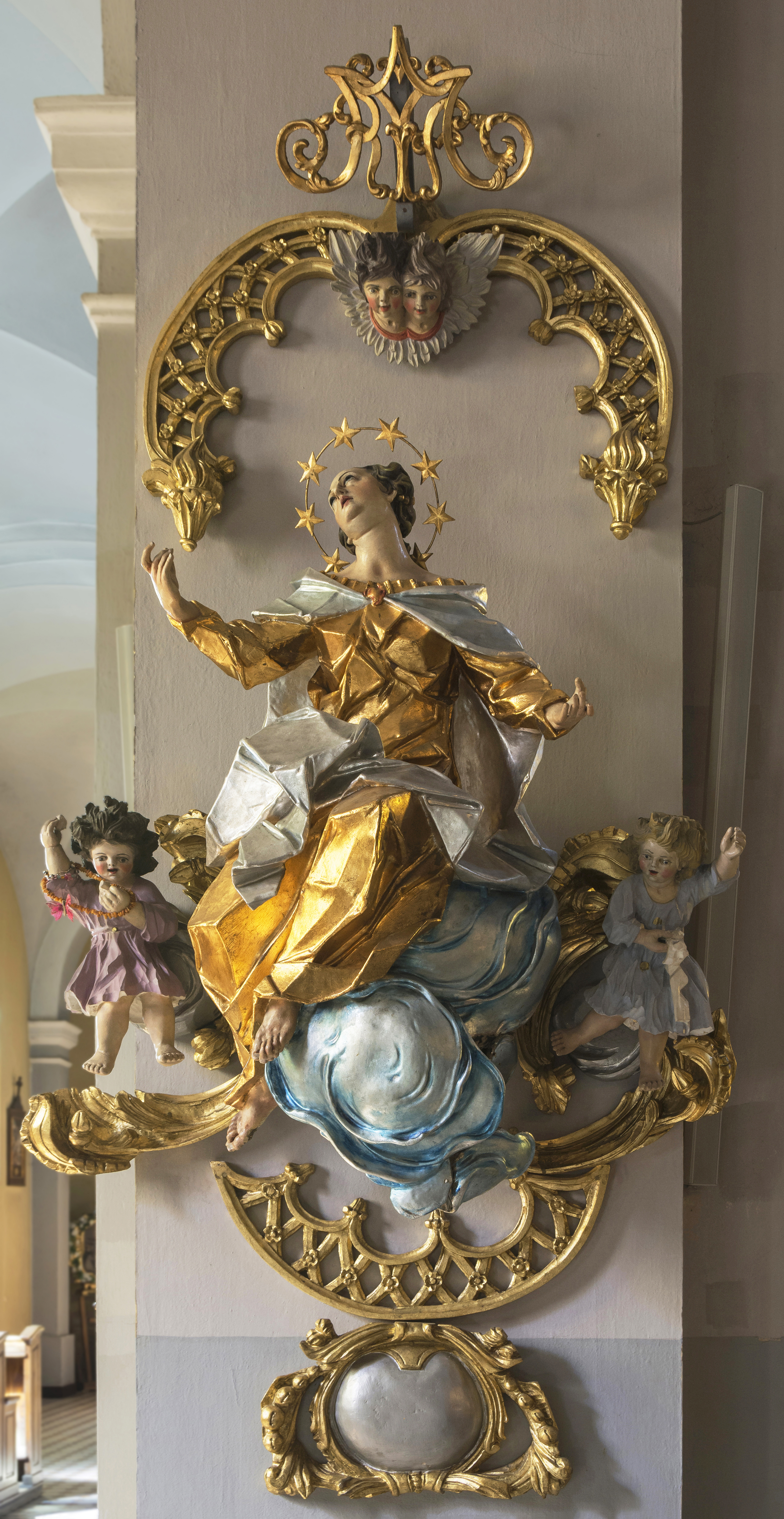
Wniebowzięcie Najświętszej Maryi Panny (Tarnobrzeg, kościół Wniebowzięcia NMP)

Wniebowzięcie – według teologii chrześcijańskiej to zabranie osoby świętej przez Boga do nieba za życia lub po śmierci wraz z ciałem i duszą. 
Według Biblii Bóg zabrał do nieba dwie osoby:
- Henocha (por. Księga Rodzaju 5,24; Mądrość Syracha 44,16; i 49,14; List do Hebrajczyków 11,5);
- Eliasza (por. 2 Księga Królewska 2,11).

Biblia zapowiada także, że po paruzji wszyscy sprawiedliwi zostaną zabrani przez Boga do nieba i będą żyć wiecznie (por. 1. List do Tesaloniczan 4,17).
Według Tradycji katolickiej, potwierdzonej przez dogmat ogłoszony w konstytucji apostolskiej Munificentissimus Deus w 1950 roku, Wniebowzięcie Najświętszej Maryi Panny z duszą i ciałem dokonało się u schyłku jej życia.